# 歪嘴战神
《歪嘴战神》（又称《最强赘婿》、《歪嘴龙王》）是一种宣传网络小说的广告视频系列，广告中前期男主角是入赘入名门贵族的上门女婿，没有地位且常常被其妻子掌掴，最后出现反转，男主被证实是大人物。该系列广告视频由河南一风之音影视制作有限公司拍摄，于2020年开始在中国大陆网络爆火，成为网络迷因。

## 背景

### 相关小说
“赘婿”题材成功出圈成为2020年年度最热网文题材之一。值得注意的是，赘婿题材阅读用户中男性占比更高，超过3/4，95后读者占比近半。

### 演员
该系列广告的男一号为管云鹏。据他本人在知乎上透露，他读大学时参与过广告拍摄。2019冠状病毒病在中国大陆蔓延后，影视业面临寒冬，很多演员无事可做。为维持生计和继续演戏，他接受了拍摄网文广告。男二号黄焱明，曾参演2017年电影《贞子大战碟仙》。女一号游雅晰，也曾参与多部广告的拍摄。

## 内容
据一风之音影视在其哔哩哔哩动态中发布的图片可见，该公司最晚在2019年12月便开始拍摄此类广告，一直到次年8月15日都有拍摄。

## 爆红过程
2020年8月19日，一风之音影视在其官方哔哩哔哩账号上发布侵权通知函，要求立即删除所有未经许可、擅自发布二次剪辑的侵权作品，公开赔礼道歉，并赔偿侵权违法所得。随后，该账号又发布动态质疑“B站的风气变了”，并回应网民关于其作品涉嫌抄袭的质疑，表示自己的素材均是通过购买获得。之后，有一些B站UP主删除了二次创作视频，但也有网民持不同看法。